# Kölpinsee (Mecklenburg)
Der Kölpinsee ist ein zur Mecklenburgischen Seenplatte gehörender See im Landkreis Mecklenburgische Seenplatte, Mecklenburg-Vorpommern. Er hat eine größte Breite von rund fünf Kilometern und eine Länge von etwa sieben Kilometern. Die durchschnittliche Tiefe beträgt 3,5 Meter. Er liegt zwischen der Müritz im Osten und dem Fleesensee im Westen und wird von der Elde von Osten nach Westen durchflossen. So besteht zu beiden Seen eine Verbindung, die auch für den Ausflugsschiffsverkehr genutzt wird. Zum nördlich gelegenen Jabelschen See gibt es ebenfalls eine für Sportboote befahrbare urwüchsige Verbindung.
Der gesamte Kölpinsee ist Bestandteil der Bundeswasserstraße Müritz-Elde-Wasserstraße mit der Wasserstraßenklasse I; zuständig ist das Wasserstraßen- und Schifffahrtsamt Lauenburg.
Der Kölpinsee liegt abseits von großen Siedlungen und ist umgeben von Wäldern in mehreren Naturschutzgebieten (Naturschutzgebiet Damerower Werder, Naturschutzgebiet Blüchersches Bruch und Mittelplan). Bekannt ist das Wisentgehege auf der Halbinsel Damerower Werder am Nordwestufer des Kölpinsees. Der Name des Sees ist pomoranischen Ursprungs und bedeutet so viel wie Schwanensee (kolpa = Schwan, vgl. sorbisch kołp).